# 伯尼·桑德斯
伯納德·“伯尼”·桑德斯（英語：Bernard "Bernie" Sanders；1941年9月8日—），美国佛蒙特州的聯邦參議員，2013年至2015年擔任參議院退伍軍人委員會主席、2015年至2023年擔任參議院財政預算委員會的長期成員。他是美国国会史上任期最長的無黨派獨立議員。
桑德斯自認是民主社會主義者，喬姆斯基認為他「簡言之是羅斯福新政主義者」。1991年至2007年，他以無黨派獨立人士身份成為聯邦眾議員，任期長達十六年，但一直與民主黨黨團合作。2006年起，他當選聯邦參議員後加入民主黨黨團運作，故在委員會編排方面被算作民主黨的一員。
2015年4月30日，桑德斯宣布參與民主黨的2016年美國總統選舉初選，他是首位在民主黨初選當中贏得州份的猶太人總統參選人，並在其政見加入進步主義路線，但最終敗給希拉里·克林頓。
2019年2月19日，桑德斯宣布參與民主黨的2020年美國總統選舉初選，但在2020年4月8日宣布退選。

## 生平

### 早期生涯
生於紐約布魯克林區，是波蘭猶太人的第二代。
畢業於詹姆斯·麥迪遜中學後入芝加哥大學，1964年獲政治學文學士學位。同年搬到佛蒙特州，職業是木匠和記者。

### 早期政治生涯
桑德斯政治的生涯始於1971年，當時他加入了反對越戰、反對資本主義及主張社會主義的左翼自由联盟党。他在1972、1974年參選參議員，首次參選得票只有2%，但後來稍為上升，最高曾得票6%。又在1972、1982和1986年參選州長，但都落敗。
1977年退出自由聯合黨，成為一位作家以及非牟利組織“美國人民歷史協會”（American People's Historical Society）的理事長。1981年，經其友人、佛蒙特大學的宗教學教授理查·舒格曼（Richard Sugarman）的建議，參選伯靈頓市長，在三人角逐的情形下，以12票之微擊敗六屆市長、民主黨的戈登·帕克特（Gordon Paquette）。
桑德斯在市長任內成功推動伯靈頓下城區活化計劃，得到更多市民認同，因此能夠擊敗民主、共和兩黨的候選人三度連任。他在1987年最後一次連任的時候甚至擊敗了兩黨共同推薦的候選人。在首屆市長任期內，他的支持者成立了進步聯盟，即今日佛蒙特進步黨的前身。雖然從未能在市議會的13席中取得超過6席，但足以阻止市議會推翻他對議案的否決。另外在任市長期間，伯靈頓成為美國首個為社區信託建屋計劃（community-trust housing）提供財政支持的城市。在他領導下的市政府也曾把當地的有線電視公司告上法庭，迫使其大幅減價並繳納巨額庭外和解費。
桑德斯在1986年第三次競逐州長一職，以14.5%第三名落選，但足以令尋求連任的州長、民主黨的瑪德蓮·庫寧 (Madeleine Kunin)失去絕對多數支持，而需要州議會進行選舉方能當選。1988年，由於原來的佛蒙特州眾議員詹姆斯·傑福斯當選參議員，空出的議席由他與共和黨的候選人、前副州長、1986年州長候選人彼得·P·史密夫（Peter Plympton Smith）爭奪，最後僅以些微票數落敗。他在1990年他捲土重來，局面是兩年前的翻版。這一次他就以近年少見的懸殊差距—56%對40%的票數，成為1950年以來首任晉身眾議院的獨立人士。
桑德斯曾分別在1989年於哈佛大學與1991年在汉密尔顿學院任教。

### 眾議院時期
雖然桑德斯與民主黨的眾議院領導層的關係並非無風無浪，但自他首次參選眾議院以來，民主黨人都沒有明顯反對他。除了1994年得到民主黨背書以外，歷屆挑戰他的民主黨候選人得到的財政資源都不多。
桑德斯曾連任八次，是眾議院歷史上任期最長的無黨派獨立人士。雖然他是獨立人士，但一直與民主黨黨團合作，但他只受過一次嚴峻的考驗：1994年，當共和黨在很多兵家必爭之地取勝，從而重奪兩院控制權的時候，在佛蒙特州，桑德斯在三方之爭中險勝。在其他時候他都能取得至少55%的選票。他的最近一次眾議院選舉（2004年）仍以69%的得票戰勝共和黨的Greg Parke（24%）與民主黨的Larry Drown（7%）。
對桑德斯就任眾議員期間的表現，勞聯-產聯的評分為100分，2006年美國步槍協會的評分為"C-"：他在表決布雷迪法案時投反對票，並支持一項得到步槍協會支持的、限制對槍械製造商進行司法訴訟的法案。
他也曾投票支持廢除對已婚者徵收重稅的制度，以及禁止克隆人類。
作為進步派，桑德斯支持婦女的墮胎權及同性婚姻，1996年他在國會上還投票反對當時主流社會支持的捍衛婚姻法案（該法案禁止承認當時仍在討論中的同性婚姻）。
他一直都支持民主黨的總統候選人。他是眾議院左翼派系；進步主義民主黨黨團（Progressive Democrats）的共同創建者，並在這民主黨內左翼派系成立的首八年任主席。
桑德斯在1991年和2002年海灣戰爭對兩份授權向伊拉克動武的決議草案上都投了反對票，他也反對2003年美國入侵伊拉克。在行動開始的時候他與幾乎所有的民主黨議員都支持一項無約束力的議案支持美國軍隊，但他發表了抨擊草案黨性分明的本質和小布什政府的備戰措施的演講。在2006年4月7日，他對中央情報局洩密案發表言論，指總統授權公開資料以打擊伊拉克戰爭批評者的做法，提醒了所有國會議員是時候認真調查為什麼他們會捲入戰爭中，國會亦不能繼續當總統的橡皮圖章了（"The revelation that the president authorized the release of classified information in order to discredit an Iraq war critic should tell every member of Congress that the time is now for a serious investigation of how we got into the war in Iraq, and why Congress can no longer act as a rubber stamp for the president"）。 
桑德斯對患者保护与平价医疗法案持支持立場，並反對“不受節制”的自由貿易，他亦投票反對北美自由貿易協定。他認為這樣既損害美國人的工作機會，又剝削外國工人。
2005年6月，桑德斯提出修正案，限制政府獲得私人借閱圖書和購書記錄的權力，獲得眾議院兩黨大多數支持，但在11月4日經兩院協商後被廢除，無法成為法律。他在翌日投票反對把互聯網剔除出《兩黨選舉改革法案》（Bipartisan Campaign Reform Act，又稱McCain-Feingold法案）管制範圍的《互聯網言論自由法案》。
2006年3月，桑德斯面對佛蒙特州一些地區，通過決議要求他提出彈劾小布什的時候表示，在共和黨控制參眾兩院的現實之下彈劾是不現實的，雖然他尊重小布什，但他反對小布什的大部分施政，經常攻擊後者削減社會福利的政策則絕不隱諱。
桑德斯對同為猶太裔的阿倫·格林斯潘持強烈批評立場。2003年6月的一次質詢會議上，他對格氏“冷漠”和“視其職位的主要功能為代表以富人和大企業”表示憂慮。
共和黨人攻擊桑德斯，認為他是一名效率低下的極端社會主義份子：在其八屆眾議院任期內他只支持了一項法案和十五份修正案。桑德斯回應說自1996年以來所有眾議員提出的修正案他大多數都支持。時任民主黨全國委員會主席霍華德·迪恩亦回應指他在98%的場合中都與民主黨立場一致。

### 參議院時期

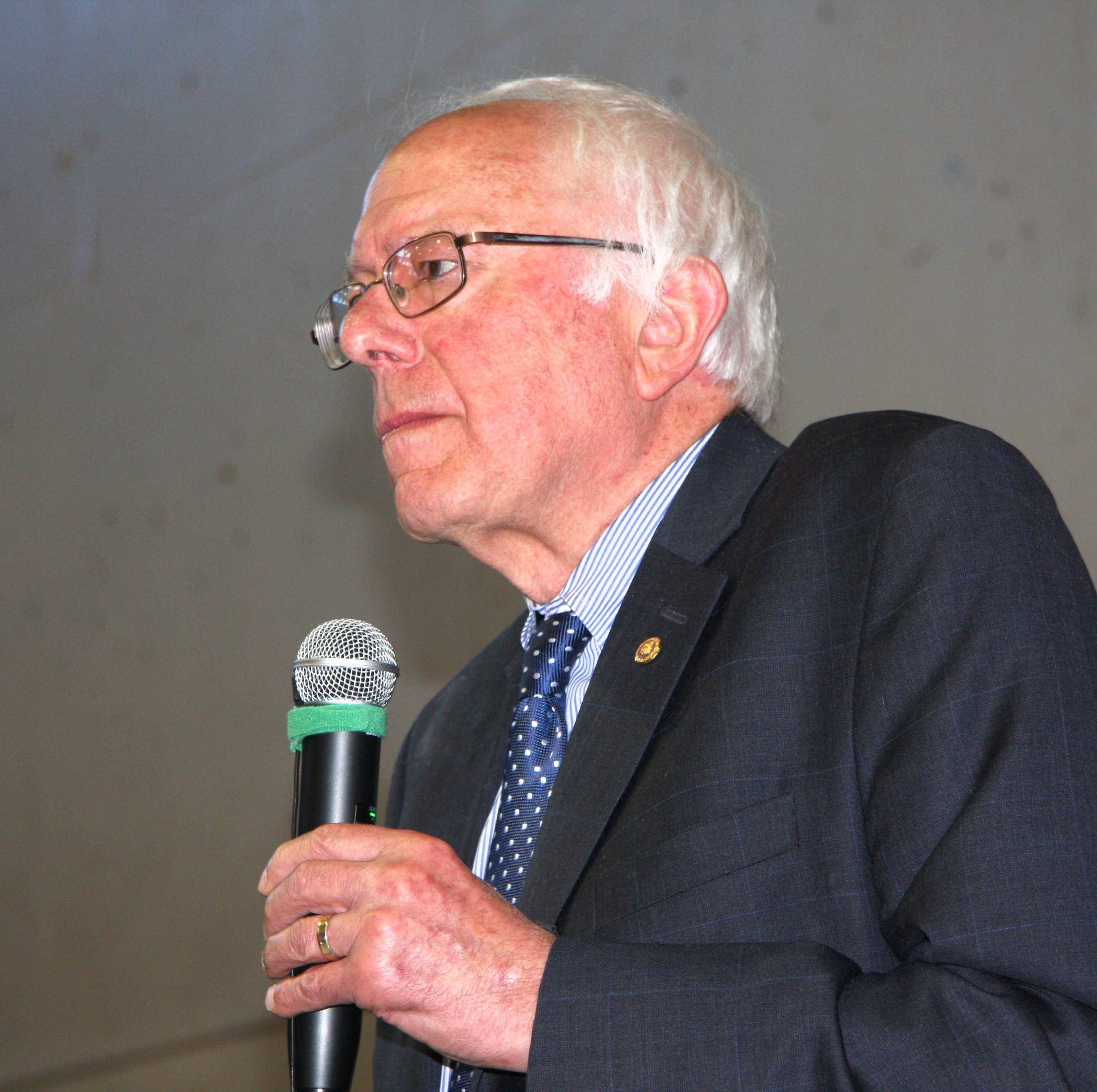
伯尼·桑德斯，2015年。

桑德斯曾多次表明如果當時任參議員的佛蒙特州無黨派獨立議員傑福斯 （也是長期的盟友，曾是共和黨員，后于2001年退出共和黨，成為無黨派人士，但參加民主黨黨團）退休，他將會參選。
在後者宣佈不尋求三度連任以後，他在2005年4月21日宣布參選。民主黨全國選舉委員會主席、代表紐約州的參議員查克·舒默為其作出關鍵的背書，因為這意味著其他挑戰桑德斯的民主黨候選人將不會獲得重要的財政支持。支持其參選的還有當時是參議院少數黨領袖的哈里·瑞德（內華達州）和霍華德·迪恩。迪恩在2005年5月表示他視桑德斯是眾議院投票時的盟友。參議員巴拉克·奧巴馬也為其助選。桑德斯與民主黨達成協議，他會參與民主黨的初選，但假若勝出將不會接受提名。
在競選期間的民意測驗顯示，桑德斯一直大幅拋離共和黨的對手、商人理查·塔蘭特（Richard Tarrant）。在該州歷史上最昂貴的選戰中，桑德斯最終在2006年美國期中選舉以2比1的差距擊敗對手。包括CNN在內的各大全國性媒體在結果公佈以前已經宣佈其獲勝。
桑德斯是在傑福斯與李希之後，第三位與民主黨合作的佛蒙特州無黨派參議員。其與民主黨達成的協議與傑福斯轉為獨立議員後的類似。除了事先得到參議院多數黨黨鞭里查·杜賓的同意，否則在所有程序事宜上都會與民主黨一致，以換取在委員會內的席位。但事實上，從未發生過這樣的情況。雖然他可以隨意投票，但他總是在民主黨一方。
在第一任期內，桑德斯加入參議院衛生、教育、勞工和安老委員會、參議院預算委員會、參議院環保與公共工程委員會、參議院退伍事務委員會和參議院能源與自然資源委員會。
2012年美國總統選舉同時舉行的參議院選舉，桑德斯在民主黨支持下，成功連任參議員。
2018年中期选举中，以超过对手40%的得票率顺利连任。

### 2016年总统大选初选
2015年4月30日，桑德斯宣布參與競逐2016年美國總統選舉的民主黨初選。虽然以民主党身份登记，但桑德斯实际上是一个無黨派独立人士，他從未加入民主黨，自称是“民主社会主义者”，是美國國會中唯一公開表明是社會主義者的國會參議員。
凌晨，桑德斯通过邮件正式宣布参加总统大选。中午，他在国会大厦外的草坪上举行发布会，公开自己的竞选主张。与此前几位候选人声势浩大的集会不同，桑德斯的“第一枪”显得低调许多。一个未经装饰的发布台、几只话筒、十几家媒体记者，整个发布会持续不到十五分钟。桑德斯表示，他将改变美国人财富严重不均的现状，打破财富影响政治的潜规则，提高富人的税率，推动美国的能源改革，应对气候变化。他还表示，他不会像大多数候选人那样在竞选中大肆“砸钱”，不会与对手在电视广告中进行无聊的口水战，他希望就一些关乎国计民生的大问题进行严肃认真的辩论。
桑德斯在接受美联社采访时说：“人们不应该忽视我。我区别于民主、共和两党，我要击败那些在竞选中大肆‘砸钱’的候选人。我将在全美引发共鸣。”
2016年7月28日，在民主黨全國代表大會結束後宣佈退出民主黨。

### 2020年总统大选初选
2019年2月，桑德斯宣布參與竞逐2020年美國總統選舉的民主黨初選，面對眾多民主黨總統參選人，桑德斯一度在初選的主要州份民調中領先前副總統乔·拜登和馬薩諸塞州參議員伊丽莎白·沃伦。但是他在2020年「超級星期二」敗於拜登，最終於2020年4月8日宣佈停止競選活動。

## 個人生活
- 其兄弟拉利·桑德斯（Larry Sanders）是英國牛津郡的政治人物，隸屬英格蘭與威爾斯綠黨。其侄雅各·桑德斯曾代表綠黨任牛津市議員。
- 他與支持自由市場的經濟學家 瓦特·布拉克是多年朋友。
- 他是星期五電台節目《與伯尼共進早午餐》（Brunch with Bernie）的客席主持（與湯姆·哈特曼Thom Hartmann合作）。
- 其妻子為伯靈頓學院院長Jane O'Meara，是天主教徒，另有來自前一段感情中，育有一個兒子Levi Sanders。[26]
- 2001年在由黛博拉·吉布森（Deborah Gibson）飾演歌手和百老匯音樂劇演員的喜劇[27]中，桑德斯亦曾客串拉比Manny Shevitz一角。
- 自從宣佈參與2020年總統選舉後，桑德斯在網絡文化的曝光率大增。2020年初，桑德斯競選廣告中的台詞「我再次請求你們的財政支援」（英語：I am once again asking for your financial support）成為網絡迷因。2021年1月20日，桑德斯參加美國總統就職典禮時，戴著口罩、穿著冬季外套、手戴棕色羊毛手套坐在椅子上的樣子被媒體拍到後，照片在網路上成為迷因[28]。那副手套是家鄉一名老師透過重新利用的羊毛衫和回收塑膠瓶製成送他的禮物[28]。

## 延伸閱讀
- Rall, Ted. . New York, New York: Hollowbrook Publishing. 2016. ISBN 978-1609806989.
- Rice, Tom W. . Polity (Palgrave Macmillan Journals). 1985, 17 (4): 795–806. ISSN 0032-3497. JSTOR 3234575. OCLC 5546248357. doi:10.2307/3234575.
- Rosenfeld, Steven. . Wakefield, New Hampshire: Hollowbrook Publishing. 1992. ISBN 978-0-89341-698-0. LCCN 91034055. OCLC 24468446. OL 1553980M.
- Sanders, Bernie. . New York: Nation Books. 2011  [2017-01-17]. ISBN 978-1-56858-684-7. LCCN 2011920256. OCLC 697261221. OL 25090387M. （原始内容存档于2017-01-02）.
- Sanders, Bernie; Gutman, Huck. . London: Verso. 1998 [1st pub. 1997]  [2017-01-17]. ISBN 978-1-85984-177-8. LCCN 97024753. OCLC 477165857. （原始内容存档于2017-01-02）.
- Soifer, Steven. . Westport, Connecticut: Praeger. 1991. ISBN 978-0-89789-219-3. LCCN 90048954. OCLC 22491683. OL 1887682M.

## 外部連結
- 官方參議院網站（页面存档备份，存于）
- 官方總統競選網站（页面存档备份，存于）
- "Our Revolution" - Sanders' nonprofit advocacy organization
- FeelTheBern.org（页面存档备份，存于） – 志願者編寫的詳細立場
- Background and collected news at The Washington Post
- 美國國會國家人物傳記大辭典中的傳記
- 由華盛頓郵報維護的投票記錄
- 智慧投票计划中的傳記、投票紀錄及利益集團評級
- Congressional profile at GovTrack
- Congressional profile at OpenCongress
- Issue positions and quotes at On the Issues
- Financial information at OpenSecrets.org
- Staff salaries, trips and personal finance at LegiStorm.com
- 聯邦選舉委員會中的競選財務報告和數據
- Appearances on C-SPAN programs
- 網路電影資料庫上的亮相頁面
- Collected news and commentary at The New York Times
- Works by or about 伯尼·桑德斯 in libraries (WorldCat catalog)
- Profile at Ballotpedia
- C-SPAN內的頁面（英文）
- 中的“伯尼·桑德斯”

| 官衔                                                      | 官衔                                                                   | 官衔                     |
| --------------------------------------------------------- | ---------------------------------------------------------------------- | ------------------------ |
| 前任者： 戈登·帕克特                                      | 伯靈頓市長 1981年－1989年                                              | 繼任者： 彼得·克拉韋爾   |
| 美国众议院                                                |                                                                        |                          |
| 前任者： 彼得·普林普頓·史密斯                             | 佛蒙特州單一國會選區 眾議院議員 1991年－2007年                         | 繼任者： 彼得·韋爾奇     |
| 政党职务                                                  |                                                                        |                          |
| 前任者： 埃德·弗拉納根                                    | 美國參議員佛蒙特州民主黨被提名人 （第1類） 附屬 2006年、2012年、2018年 | 最新的                   |
| 前任者： 艾米·克罗布彻 為參議院民主黨督導和宣傳委員會主席 | 參議院民主黨宣傳委員會主席 2017年－                                    | 現任                     |
| 美国参议院                                                |                                                                        |                          |
| 前任者： 吉姆·杰福兹                                      | 佛蒙特州联邦参议员(第1组) 2007—至今 與派屈克·萊希, 彼得·韋爾奇同時在任 | 現任                     |
| 前任者： 傑夫·塞申斯                                      | 参议院预算委员会高阶委员 2015–2021                                     | 繼任者： 林賽·格雷厄姆   |
| 前任者： 派蒂·莫瑞                                        | 参议院退伍军人事务委员会主席 2013–2015                                 | 繼任者： 強尼·艾薩克森   |
| 前任者： 麥克·恩齊                                        | 参议院预算委员会主席 2021—2023                                         | 繼任者： 謝爾登·懷特豪斯 |
| 前任者： 派蒂·莫瑞                                        | 参议院健康、教育、劳工和养老金委员会主席 2023—2025                     | 繼任者： 比爾·卡西迪     |
| 前任者： 比爾·卡西迪                                      | 参议院健康、教育、劳工和养老金委员会高阶委员 2025—至今                 | 現任                     |
| 美國排位名單                                              |                                                                        |                          |
| 前任者： 班·卡定                                          | 美國參議員資歷 第19位                                                  | 繼任者： 謝羅德·布朗     |